# Dimonios
Dimonios — Diables en langue sarde — est l'hymne de la brigade Sassari, une brigade mécanisée de l'Esercito italiano (armée de terre), basée à Sassari, célèbre notamment pour ses hauts faits d'armes pendant la Première Guerre mondiale — la brigade la plus décorée depuis sa création en 1915. Ses militaires sont surnommés les Diables rouges — couleurs : rouge et blanc. L'hymne (paroles et musique) a été composé en 1994 par le capitaine Luciano Sechi du 45e régiment "Reggio".

## Paroles
« Dimonios

China su fronte
si ses sezzidu pesa!
ch'es passende
sa Brigata tattaresa
boh! boh!
e cun sa manu sinna
sa mezzus gioventude
de Saldigna

Semus istiga
de cuss'antica zente
ch'à s'innimigu
frimmaiat su coro
boh! boh!
es nostra oe s'insigna
pro s'onore de s'Italia
e de Saldigna

Dae sa trincea
finas' a sa Croazia
sos "Tattarinos"
han'iscrittu s'istoria
boh! boh!
sighimos cuss'olmina
onorende cudd'erenzia
tattarina

Ruiu su coro
e s'animu che lizzu
cussos colores
adornant s'istendarde
boh! boh!
e fortes che nuraghe
a s'attenta pro mantenere
sa paghe

Sa fide nostra
no la pagat dinari
ajò! dimonios!
avanti forza paris. »

« Diables

Baisse le front
si tu es assis, lève-toi !
car passe
la Brigade "Sassari"
boh ! boh !
et de la main salue
la meilleure jeunesse
de Sardaigne

Nous sommes membres
de l'antique lignée
qui à l'ennemi
gelait le cœur
boh ! boh !
Aujourd'hui nous reprenons leurs enseignes
pour l'honneur de l'Italie
et de Sardaigne

Depuis la tranchée
jusqu'à la Croatie
les "sassarais"
ont écrit l'histoire
boh ! boh !
nous suivons leurs traces
honorant cet héritage
sassarais

Rouge le cœur
l'âme tel le lys,
ces couleurs
ornent notre étendard
boh ! boh !
et forts comme les nuraghes
sur nos gardes pour maintenir
la paix

Notre fidélité
l'argent ne l'achète pas
allons ! Diables !
en avant, Courage Ensemble ! »

## Écouter
- en sarde Dimonios
- Dimonios, une autre version

## Voir
- commentaire en italien à Rome, lors de la Fête nationale